# Белецкий, Владимир Стефанович
Влади́мир Стефа́нович Беле́цкий (укр. Володимир Стефанович Білецький; род. 26 января 1950, Матвеевка, Запорожская область) — советский и украинский учёный, специалист в отрасли горного дела, доктор технических наук, профессор, работавший в университетах Донецка и Полтавы, а по состоянию на 2021 год работающий в Харьковском политехническом институте. Руководил созданием «Горного энциклопедического словаря» и «Малой горной энциклопедии», благодаря которым были заложены основы национальной украинской терминологической системы, касающейся горной отрасли. Редактор журнала «Схід» и ряда других научных периодических изданий, кавалер ордена «За заслуги» ІІІ степени. Активный участник Украинской Википедии.

## Биография
Владимир Белецкий родился 26 января 1950 года в селе Матвеевка Красноармейского района Запорожской области (Украинская ССР). Его тётка — известная советская актриса Екатерина Петровна Хомяк. В 1967 году Белецкий окончил Вольнянскую среднюю школу, в 1972 — электротехнический факультет Днепропетровского горного института (ныне Национальный горный университет Украины), потом два года отслужил в германской группе войск в качестве офицера-танкиста (командовал сначала взводом, а потом ротой лёгких танков). После демобилизации учился в аспирантуре кафедры «Автоматизация производственных процессов» того же института. Был инженером научно-исследовательского сектора кафедры (1974—1975), старшим механиком на шахте имени Орджоникидзе (1975—1976), работал в Макеевском научно-исследовательском институте по безопасности работ в горной промышленности (1977—1979), в 1981 году начал работать в Донецком политехническом институте (ныне Донецкий национальный технический университет, город Красноармейск), причём до 2000 года занимался исключительно научной работой.
В 1986 году Белецкий защитил кандидатскую диссертацию по теме «Технологические основы рационального использования масляной грануляции для обезвоживания и облагораживания угля, что передаётся гидравлическим транспортом». В 1989 году он стал старшим научным сотрудником, в 1994 защитил докторскую диссертацию по теме «Разработка научных основ и способов селективной масляной регуляции угля и углесодержащих продуктов». В 2000 году Белецкий получил учёное звание профессора, в 2003 году занял должность доцента, в 2006 — должность профессора кафедры обогащения полезных ископаемых Донецкого национального технического университета. С 2004 года он является действительным членом Академии экономических наук Украины (АЭНУ), с 2005 членом-корреспондентом, а с 2012 — действительным членом Академии горных наук Украины. В 2014 из-за обострения ситуации в Донбассе учёный покинул Донецк и стал профессором и заведующим кафедрой оборудования нефтяных и газовых промыслов в Полтавском национальном техническом университете, а в 2017 — профессором кафедры добычи нефти, газов и конденсатов Харьковского национального университета.
Научные интересы Белецкого связаны с проблемами адгезии жидкости на твёрдой поверхности, обогащения полезных ископаемых, автоматического регулирования технологических процессов в горном деле, гидравлического транспортирования угля. Учёный разработал научные основы масляной агломерации угля, первым исследовал органические свойства углемасляного гранулята, выдвинул гипотезу о специфичности адгезийных связей веществ со сверхмолекулярной структурой. Белецкий сыграл ключевую роль в разработке национальной украинской терминологической системы, касающейся горной отрасли: он стал создателем проекта «Горная энциклопедия», в рамках которого под редакцией Белецкого вышли «Горный энциклопедический словарь» (2001—2004) и «Малая горная энциклопедия» (2004—2013). Белецкий является автором 60 изобретений, он участвовал во многих международных научных конференциях. Его перу принадлежало на 2020 год около 600 научных публикаций, в том числе 30 монографий. Белецкий состоит в редколлегии ряда научных периодических изданий, с 1995 года является шефом-редактором основанного им научного журнала «Схід», в котором выходят статьи по философии, истории, экономике. Он стал активным участником проектов «Большая украинская энциклопедия», «Энциклопедия современной Украины», «Энциклопедия горной механики».
В 2014 году Белецкий издал свой перевод на украинский язык первых шести книг трактата Георга Агриколы De Re Metallica.
Общественно-политическая деятельность
В 1973 году Белецкий стал кандидатом в члены КПСС, а в 1975 году вступил в партию; в 1990 году он отказался от членства. Ещё до этого, в 1989 году, учёный оказался в числе основателей «Народного Руха Украины» в Донбассе. Он был делегатом учредительного собрания этой партии, членом руководящих структур (в частности, Великой рады). В Донецке Белецкий стал основателем и первым главой ряда общественных организаций, в числе которых Донецкое областное общество украинского языка (1989), издательский фонд «Украинский культурологический центр» (1994), местные отделения общества «Украина — Мир» и Научное общество имени Тараса Шевченко (1997). С 2001 года он редактирует донецкий вестник этого общества. Кроме того, учёный является соучредителем газет «Східний часопис» и «Козацький край», соучредителем и первым директором ООО «Східний видавничий дім», издавшего больше тысячи книг на научные и общественно-политические темы. Он занимается историей горного дела и образования, пишет публицистические статьи о развитии гражданского общества, о глобализации, о позициях украинского языка и украинской культуры в Донбассе.
Белецкий является одним из наиболее активных авторов Украинской Википедии, в которую перенёс множество статей из «Малой горной энциклопедии» и «Горного энциклопедического словаря». В общей сложности он написал больше 20 тысяч статей.

## Семья
Владимир Белецкий женат, имеет двух детей. Его жена, Людмила Белецкая, по профессии фармацевт. Сын Виталий к 2010 году стал кандидатом философских наук и доцентом Донецкого национального университета, а дочь Богдана — магистром химии и биологии.

## Признание заслуг
В 2009 году Белецкий был награждён орденом «За заслуги» ІІІ степени. Его проект «Горная энциклопедия» в 2017 году был номинирован на Государственную премию Украины в области образования. Выдающийся учёный В. С. Брюховецкий отметил, что публикация этой энциклопедии на ряде интернет-ресурсов и, в частности, перенос множества её статей в Википедию создали уникальную ситуацию: в том, что касается представленности в интернете знаний о горном деле и геологии на национальном языке, Украина поднялась до уровня мировых лидеров.

## Основные научные труды
Монографии
- Гідравлічний транспорт. Донецьк: Східний видавничий дім: 2009. 436 с.
- Флотаційні методи збагачення корисних копалин. Донецьк : Східний видавничий дім, НТШ-Донецьк, 2010. 496 с.
- Гірництво в історії цивілізації. Київ: Видавничий дім «Києво-Могилянська академія», 2016. 488 с.

Учебники
- Основи хімії і фізики горючих копалин. Донецьк: Східний видавничий дім, 2008. 640 с.
- Технологія збагачення корисних копалин. Донецьк: Східний видавничий дім, 2009. 272 с.
- Основи нафтогазової інженерії. Харків: НТУ «ХПІ», Київ: ФОП Халіков Р.Х., 2018. 416 с.